# Malika El Aroud
Malika El Aroud (arabisch مليكة العرود, DMG Malīka al-ʿArūd), auch bekannt als Oum Obeyda (* 1959/1960 in Tanger, Marokko; † 6. April 2023 in Belgien), war die Witwe von Dahmane Abd al-Sattar, einem der Attentäter des Anti-Taliban-Führers Ahmad Schah Massoud. El Aroud war eine der prominentesten Internet-Islamistinnen.
In Brüssel besuchte sie Kurse im Centre Islamique Belge, das ein Treffpunkt für islamische Fundamentalisten war. Dort begann sie sich zu radikalisieren. Im Jahr 1999 heiratete sie den Al-Qaida-Sympathisanten Abdessatar Dahmane. 2001 begab sich das Paar in ein Al-Qaida-Camp in Afghanistan. Im September verübte Dahmane den Selbstmordanschlag gegen Ahmed Schah Massud. Malika El-Aroud schrieb ein Buch über die Tat ihres Mannes.
Auf verschiedenen Websites und unter verschiedenen Namen (unter anderen: Oum Obeyda) warb sie für Al-Qaida, versuchte Selbstmordattentäter zu rekrutieren, zeigte Bilder von Folterungen, Hinrichtung, veröffentlichte Bombenbaupläne und Anleitungen für Anschläge.
2003 zog sie in die Schweizer Gemeinde Düdingen. Im Februar 2005 wurde sie zusammen mit ihrem tunesischen Ehemann Moez Garsalloui während einer Antiterrorrazzia verhaftet. Ihr wurde vorgeworfen eine dschihadistische Webseite zu betreiben, die zu Verbrechen und Gewalt aufrief. Im Juni 2007 wurde sie vom Bundesstrafgericht in Bellinzona wegen Unterstützung einer kriminellen Vereinigung und öffentlichen Gewaltaufrufen zu sechs Monaten mit Bewährung, ihr Mann zu sechs Monaten unbedingt und 18 Monaten bedingter Gefängnisstrafe verurteilt.
Ab 2007 wohnte sie wieder in Belgien, wo sie am 11. Dezember 2009 von der belgischen Polizei verhaftet wurde.
Ihr wurde vorgeworfen, gemeinsam mit ihrem Mann Moez Garsallaoui Männer für Selbstmordanschläge rekrutiert und Anschläge in Europa geplant zu haben.
Im Februar 2009 veröffentlichte CNN ein Interview mit El Aroud.
Sie starb am 6. April 2023 im Alter von 64 Jahren in Belgien.

## Referenzen
- Swissinfoartikel vom 28. Mai 2008 Islamist website owners found guilty
- Artikel der New York Times vom 12. Dezember 2008 Terror Arrests Ahead of E.U. Summit
- Blickartikel vom 16. Februar 2009